# Viktor Tregubov
Viktor Nikolaevič Tregubov (in russo Виктор Николаевич Трегубов?; Šachty, 13 aprile 1965) è un ex sollevatore sovietico, poi russo, campione olimpico e mondiale, che ha gareggiato nelle categorie dei pesi medio-massimi (fino a 90 kg.) e dei pesi massimi primi (fino a 100/99 kg.).

## Carriera
Debuttò in campo internazionale ai campionati europei di Reims 1987, vincendo la medaglia di bronzo nella categoria dei pesi medio-massimi con 405 kg. nel totale.
Ritornò su un podio europeo nel 1991 in occasione dei campionati europei di Władysławowo, dopo essere passato alla categoria superiore dei pesi massimi primi (fino a 100 kg.), ottenendo la medaglia d'argento con 392,5 kg. nel totale, dietro al connazionale Igor' Sadykov (405 kg.) e davanti al bulgaro Petăr Stefanov (372,5 kg.).
L'anno seguente partecipò alle Olimpiadi di Barcellona 1992 in rappresentanza della Squadra Unificata, che raccoglieva gli ex atleti sovietici a seguito della dissoluzione dell'U.R.S.S. avvenuta alla fine dell'anno precedente, riuscendo a conquistare la medaglia d'oro olimpica con 410 kg. nel totale, battendo Timur Tajmazov (402,5 kg.), anch'egli rappresentante della Squadra Unificata, e il polacco Waldemar Malak (400 kg.).
Nel 1993 Tregubov, gareggiando sotto la bandiera della Russia, si confermò come migliore sollevatore del mondo nella sua categoria, il cui limite nel frattempo era stato ridotto a 99 kg., conquistando la medaglia d'oro ai campionati mondiali di Melbourne con 407,5 kg. nel totale, stesso risultato del connazionale Sergej Syrcov, il quale dovette accontentarsi dell'argento a causa del suo peso corporeo superiore a quello di Tregubov.
L'anno successivo Tregubov vinse la medaglia d'argento ai campionati mondiali di Istanbul con 405 kg. nel totale, battuto questa volta da Syrcov (417,5 kg.), ma terminando davanti all'ucraino Stanislav Rybalčenko (395 kg.).
Nel 1995 Tregubov subì un serio infortunio che lo portò in seguito al ritiro dall'attività agonistica, durante la quale stabilì due record mondiali nella categoria dei pesi massimi primi (fino a 99 kg.), di cui uno nella prova di slancio e uno nel totale.
Dopo il suo ritiro Tregubov diventò dirigente scolastico sportivo e consulente tecnico di varie discipline sportive.